# Dorothea von Medem
Anna Charlotte Dorothea von Medem, född 3 februari 1761 i Mežotne i Lettland, död 20 augusti 1821, var en baltisk adelsdam och salongsvärd, hertiginna av Kurland 1779–1795.

## Biografi
Dorothea var dotter till den kurländske riksgreven och ryske generalen Johann Friedrich von Medem och Louise Charlotte von Manteuffel och syster till författaren Elisa von der Recke. Dorotea von Medem gifte sig 6 november 1779 med den kurländske hertigen Peter von Biron. Hon var politiskt aktiv och utförde många diplomatiska uppdrag för Kurlands och sin makes räkning. Hon är även berömd för sin verksamhet som salongsvärd i Berlin.
Dorothea skickades ofta på diplomatiska uppdrag av maken till bland annat Ryssland, Polen och Tyskland för Kurlands räkning. Hon hade flera kärleksrelationer under sina resor, bland annat med Gustaf Mauritz Armfelt, och de yngsta barnen hade troligen andra fäder än maken. Hon separerade 1794 från maken och flyttade permanent till Berlin, där hon blev berömd för sin litterära salong. 1809 flyttade hon till Paris, där hon hade en relation med Talleyrand och ska ha påverkat honom politiskt mot Napoleon I.
Dorothea von Medem var mor till Wilhelmine av Kurland.